# 谷原村
谷原村（やはらむら）は、1938年（昭和13年）4月17日から1955年（昭和30年）3月1日まで存在した茨城県筑波郡の村。現在の茨城県つくばみらい市中部に当たる地域。

## 地理
茨城県筑波郡南部にあった村。小貝川の東岸に立地し、地域内は谷原領3万石として開発された田園地帯の中央部に当たる。村の西部は下総国相馬郡（後の北相馬郡）として、東部は常陸国筑波郡としての歴史を持っており、元々異なる地域であった。
現在の地名では加藤、上小目、下小目、成瀬、宮戸、西丸山、東楢戸、西楢戸、古川（以上旧常陸国筑波郡）、鬼長、川崎（以上旧下総国相馬郡）に相当する。

### 地域
大字加藤、大字上小目、大字下小目、大字成瀬、大字宮戸、大字西丸山、大字東楢戸、大字西楢戸、大字古川、大字鬼長、大字川崎

## 歴史

### 村名の由来
谷原領3万石の中央に位置したことから。

### 沿革・年表
- 1938年（昭和13年）4月17日　筑波郡鹿島村・長崎村が合併し、筑波郡谷原村となる。
- 1955年（昭和30年）3月1日　北相馬郡小絹村、筑波郡十和村・福岡村と合併し筑波郡谷和原村となる。

## 施設
- 谷原村立谷原小学校
- 谷原村立谷原中学校→筑波郡小張村外4ヶ村組合立谷原中学校
- 伊奈橋